# Hallsta
Hallsta är en ort på sydvästra Adelsön i Ekerö kommun med bebyggelse vid Björkfjärden. Delar av området har sedan 2005 av SCB avgränsats som ett fritidshusområde. Området omfattade 2010 68 fritidshus över 27 hektar.

## Historik

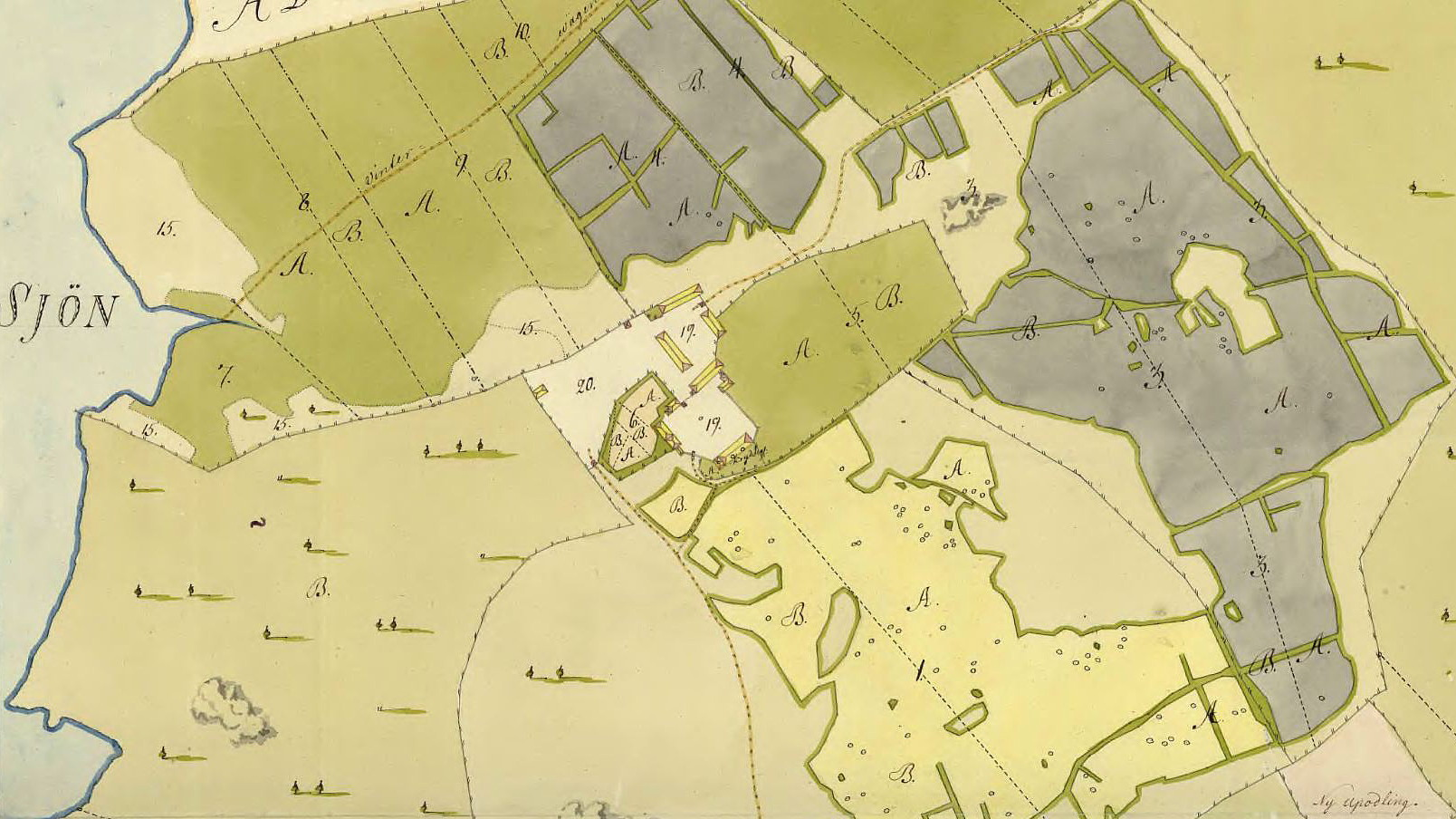
Hallsta 1773.

Hallsta är ett järnåldersnamn som slutat på -sta. Området var bebodd redan på bronsåldern som talrika fornfynd kan vittna om. Mitt i dagens villabebyggelse finns en hällristning (RAÄ-nummer Adelsö 19:1) med 11 älvkvarnar från bronsåldern. Strax intill finns flera stensättningar. 
Hallsta gård var på 1600-talet en sätesgård. Gårdsbebyggelsen ligger i norra delen av dagens samhälle. Nuvarande huvudbyggnad härrör från 1800-talet och är ett rödfärgat trähus med brutet och valmat sadeltak. Norr om gården återfinns några ekonomibyggnader, bland annat två sammanbyggda knuttimrade stugor.

## Dagens Hallsta
Ända fram till 1950-talet bestod bebyggelsen huvudsakligen av Hallsta gård med ekonomibyggnader, därefter styckades fyra områden för villatomter som på 1960- och 70-talen bebyggdes. Bebyggelsen är gles och sträcker sig västerut med en norra och södra del ner till Båtsviken i Björkfjärden. Den södra delen kallas Hallsta gärde. Idag finns ett 80-tal adresser i Hallsta.

## Bilder

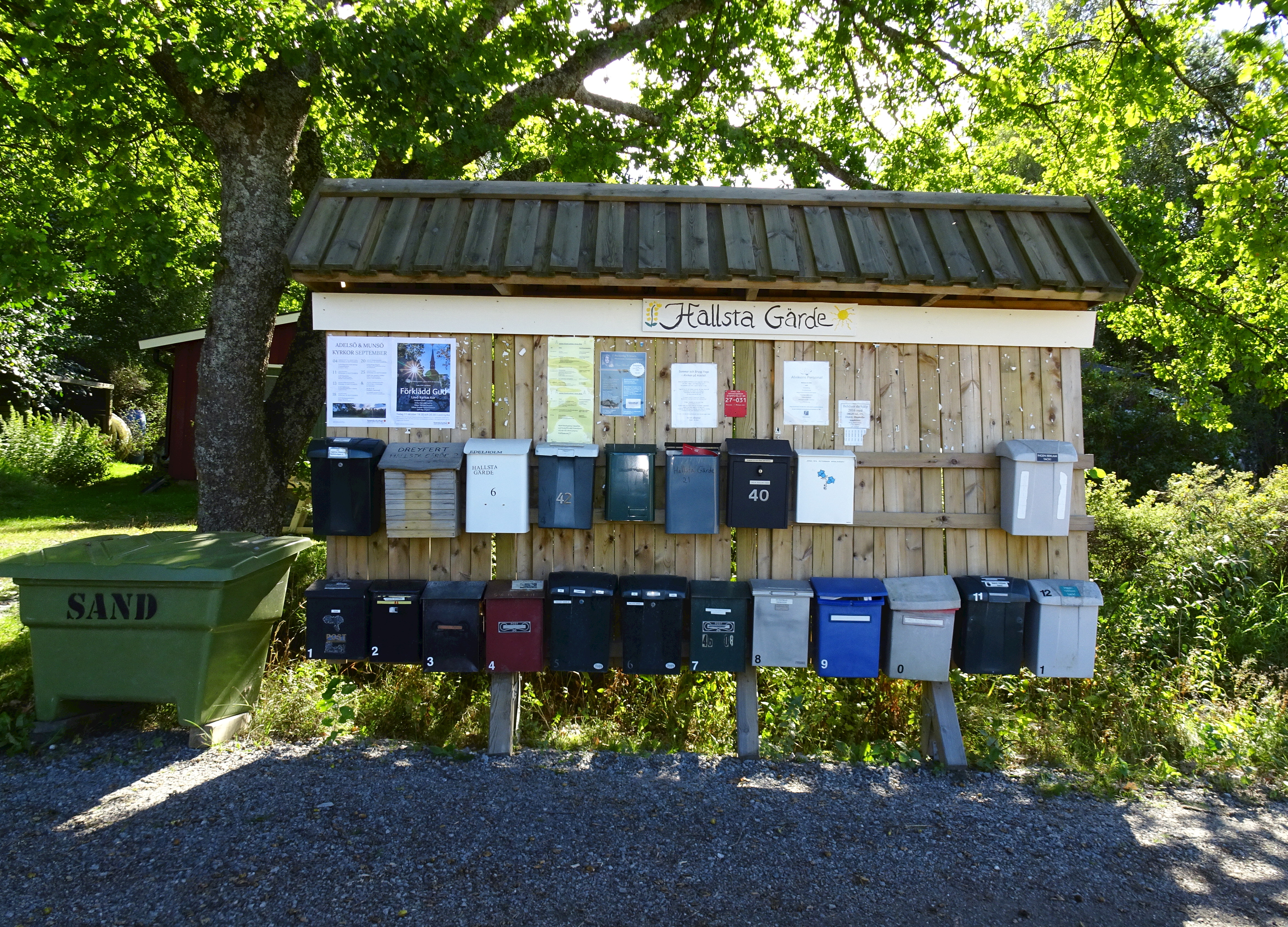
Hallsta gärde
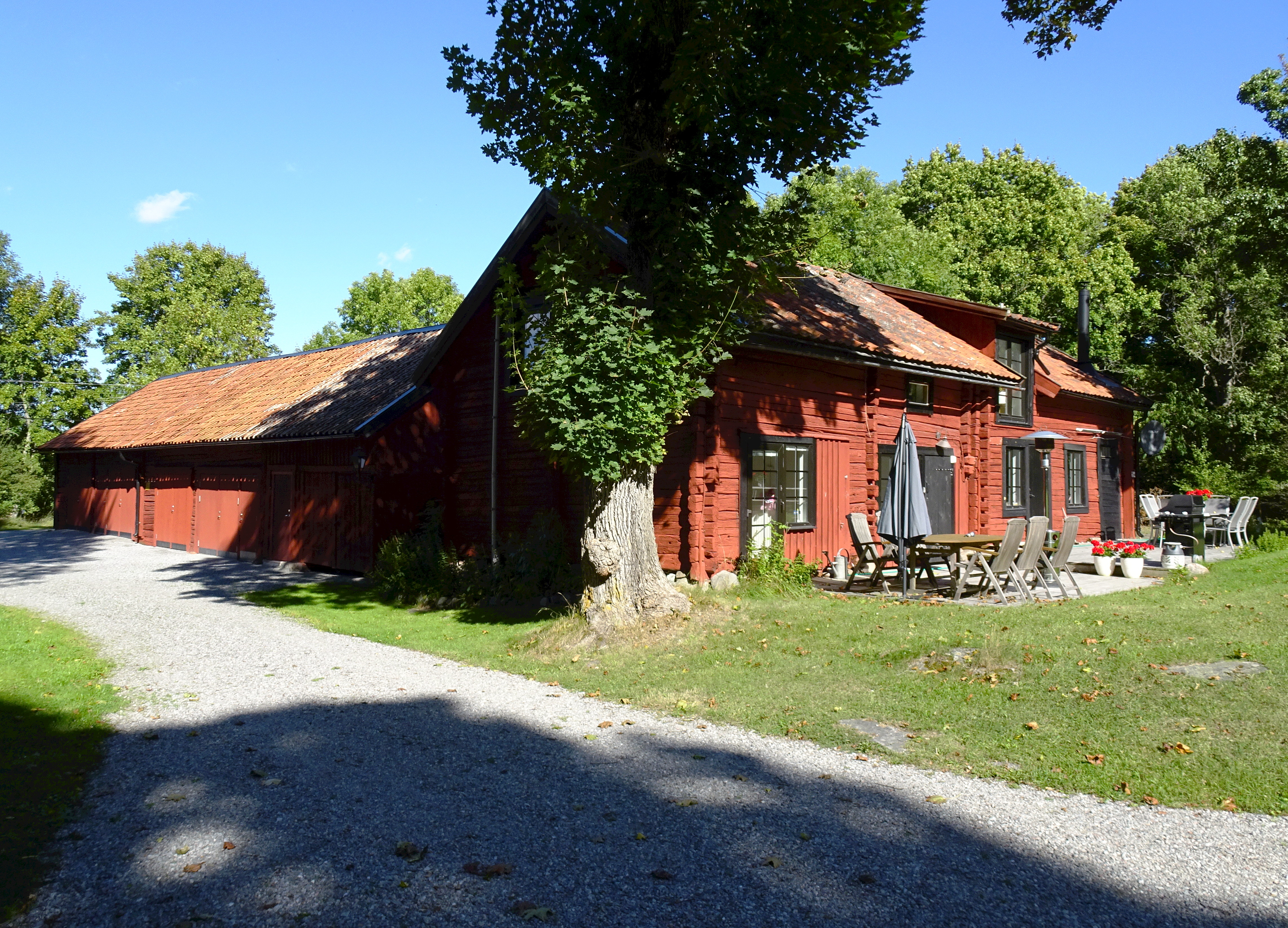
Hallsta gård
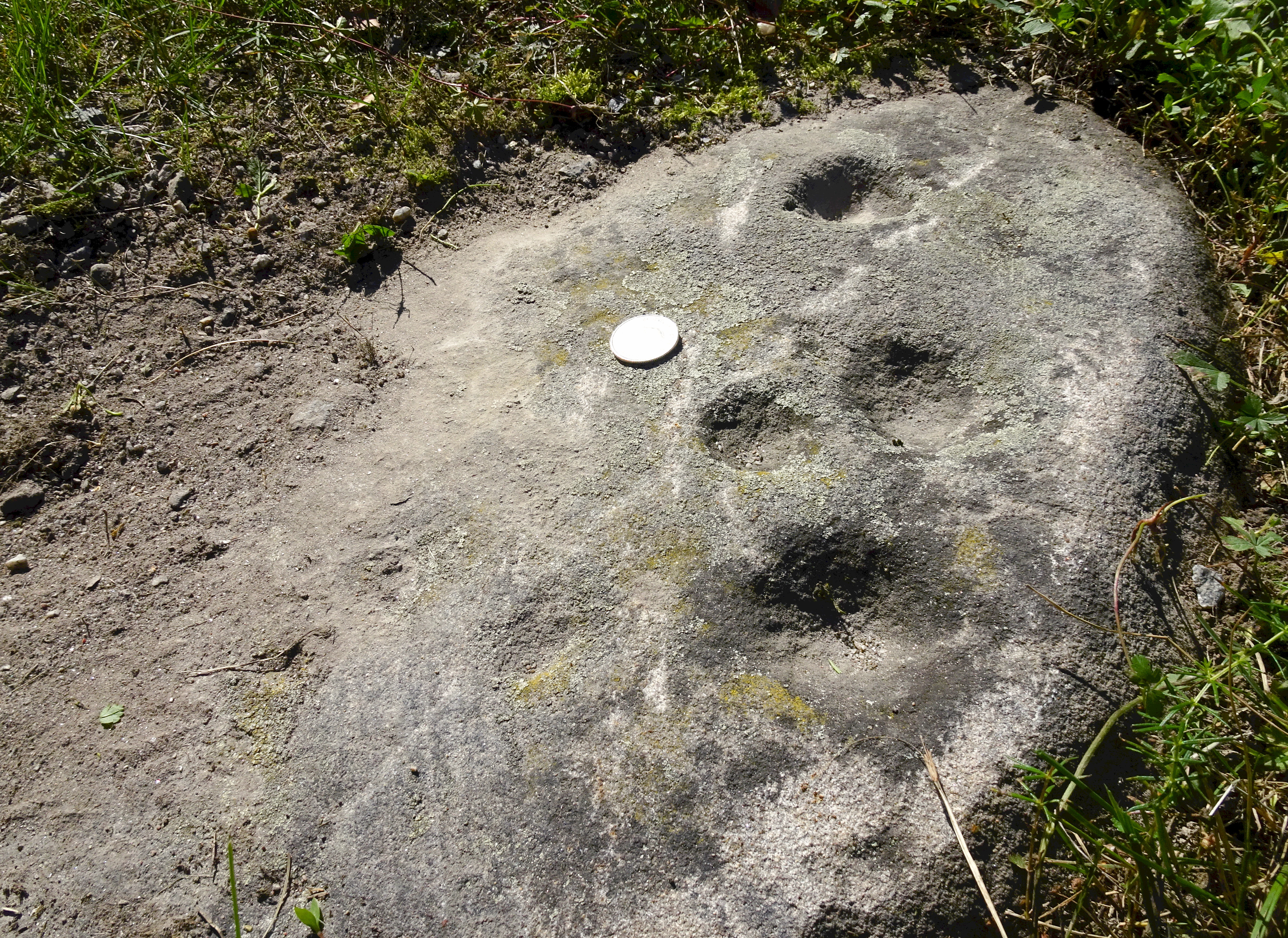
Hallsta skålgropssten
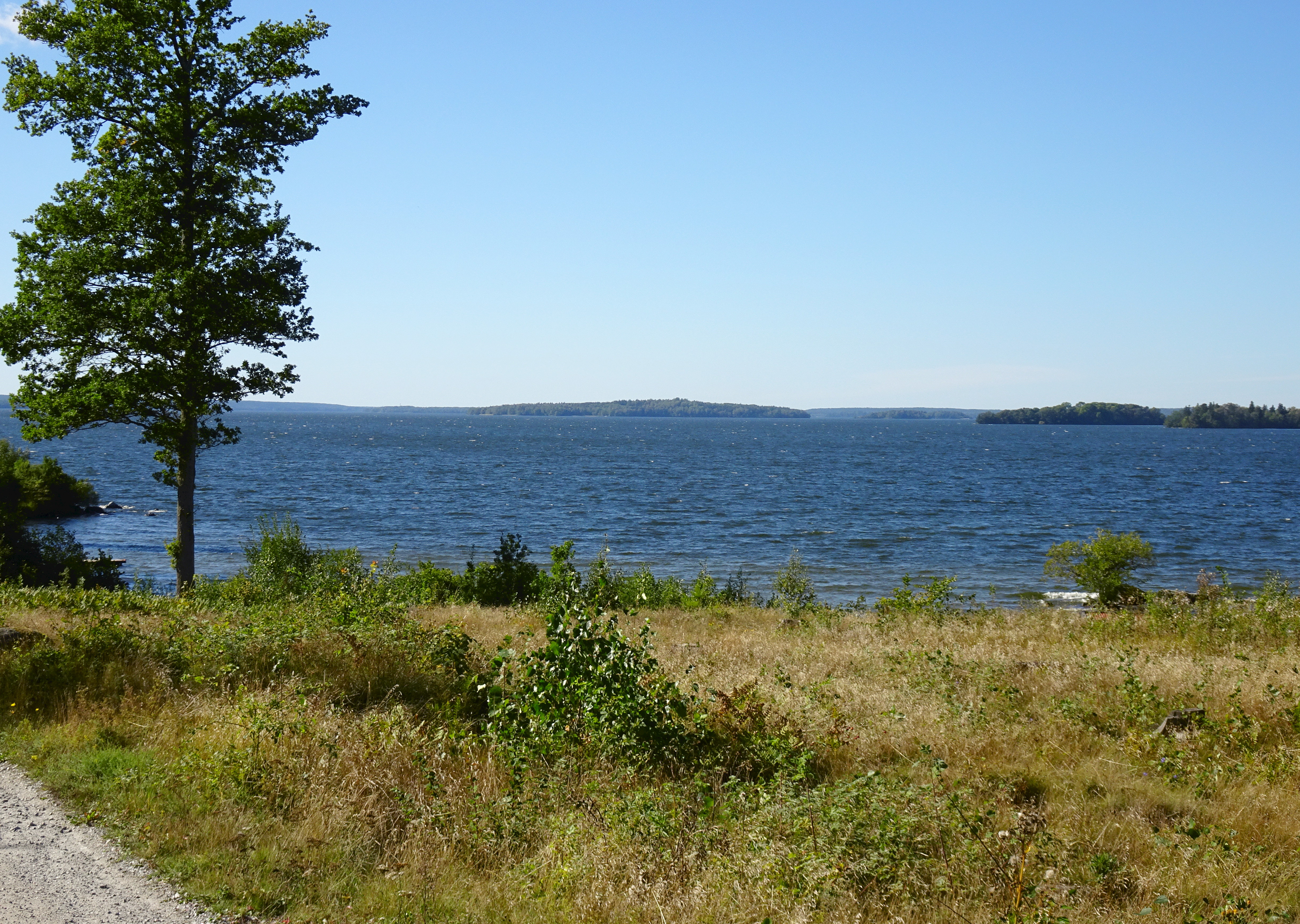
Båtsviken i Hallsta